# 九阡镇
九阡镇，是中华人民共和国贵州省黔南布依族苗族自治州三都水族自治县下辖的一个乡镇级行政单位。
2014年8月7日，贵州省人民政府批复同意三都水族自治县乡镇行政区划调整，新设置的九阡镇辖原九阡镇、扬拱乡，镇人民政府驻九阡村。

## 行政区划
九阡镇下辖以下地区：
姑偿村、水各村、水条村、水昔村、白庙村、板高村、水梅村、母改村、石板村、水懂村、板甲村、甲才村、兰懂村、水昂村、新阳村、扬拱村和永阳村。